# Proto-Kaw
I Proto-Kaw sono stati un gruppo progressive rock degli USA, fondata nel 2004 dall'ex membro dei Kansas Kerry Livgren.

## Le origini
Il gruppo era originariamente composto dagli ex membri delle disciolte storiche band del Kansas White Clover, Saratoga e The Reasons, i quali avevano precedentemente preso parte ai concerti dei Kansas, prima che la formazione si stabilizzasse definitivamente nel 1973 con il ritorno di parte dei vecchi componenti.

## La reunion
Nel 2004 il chitarrista e fondatore Kerry Livgren organizza la reunion della band, insieme ad altri ex membri del gruppo, che assumono così il nome Proto-Kaw.

## Membri

### Ultima formazione
- Lynn Meredith - voce
- Kerry Livgren - chitarra, tastiera
- Dan Wright - tastiera, sassofono, percussioni
- John Bolton - sassofono
- Craig Kew - basso
- Mike Patrum - batteria

### Altri ex-membri
- Dave Hope, basso
- Zeke Lowe - batteria
- Larry Baker - flauto, sassofono
- Brad Schulz Sr - batteria

## Discografia

### Album in studio
- 2004 - Before Became After
- 2006 - The Wait of Glory
- 2011 - Forth (Proto-Kaw)
- 2016 - One Fine Day